# التوت البري (فلم)
التوت البري (سويدية Smultronstället). فيلم درامي سويدي أنتج عام 1957، من تأليف وإخراج المخرج السويدي إنغمار برغمان، عن رجل عجوز يحاول استرجاع ذكرياته. يؤدي الأدوار في الفيلم مجموعة من الممثلين ارتبطوا بأفلام برغمان مثل بيبي أندرسون، أنجريد تولين، جونير بيورستراند وفي دور صغير ماكس فون سايد.

## الأحداث
إسحق بورق (فيكتور سايستروم)، الطبيب والاستشاري المتقاعد، يقوم بقيادة السيارة مع كنته ماريان (إنجريد تولين) من ستوكهولم إلى لوند، ليحصل على شهادة فخرية من جامعة لوند. يقابل في طريقة شابان وفتاة حيث يذكرانه بشبابه.

## الجوائز والتقديرات
فاز الفيلم بجائزة الدب الذهبي من مهرجان برلين السينمائي، كما تم ترشيحة لجائزة الأوسكار عن أفضل سيناريو.
ضمن الفيلم قائمة الفاتيكان لأفضل الأفلام، وتم الأوصاء به باعتباره: «رحلة في داخل رجل من الكدر والأسف للسلام والتصالح».

## وصلات خارجية
- مقالات تستعمل روابط فنية بلا صلة مع ويكي بيانات